# (10540) Hachigoroh
(10540) Hachigoroh est un astéroïde de la ceinture principale.

## Description
(10540) Hachigoroh est un astéroïde de la ceinture principale. Il fut découvert le 13 novembre 1991 à Kiyosato par Satoru Ōtomo. Il présente une orbite caractérisée par un demi-grand axe de 3,10 ua, une excentricité de 0,17 et une inclinaison de 6,7° par rapport à l'écliptique.

## Compléments